# Stuardo Solórzano
Stuardo André Solórzano Mejía (14 de agosto de 1989) es un deportista guatemalteco que compitió en taekwondo. Ganó una medalla de bronce en los Juegos Panamericanos de 2011, y una medalla de bronce en el Campeonato Panamericano de Taekwondo de 2008.

## Palmarés internacional
| Juegos Panamericanos    | Juegos Panamericanos | Juegos Panamericanos | Juegos Panamericanos |
| Año                     | Lugar                | Medalla              | Categoría            |
| ----------------------- | -------------------- | -------------------- | -------------------- |
| 2011                    | Guadalajara (México) | Medalla de bronce    | –80 kg               |
| Campeonato Panamericano |                      |                      |                      |
| Año                     | Lugar                | Medalla              | Categoría            |
| 2008                    | Caguas (Puerto Rico) | Medalla de bronce    | –67 kg               |